# Семенець Сергій Володимирович
Сергі́й Володи́мирович Семене́ць (*22 вересня 1960) — український політик, партійний та громадський діяч.
Перший секретар Ічнянських райкомів ЛКСМУ та КПРС. Народний депутат України І скликання. Голова Секретаріату політичної партії «Україна Соборна».

## Біографія
Народився 22 вересня 1960 року в Ічні на Чернігівщині. Після школи працював слюсарем місцевого автопідприємства № 24033. У 1985 р. закінчив географічний факультет КДУ ім. Тараса Шевченка (кафедра економічної географії).
У 1985-1986 роках служив у радянській армії в м. Біла Церква. Був командиром гранатометного взводу, згодом — роти.

## Діяльність

### Комсомол,КПРС
Протягом 1987—1990 р.р. — інструктор, другий і, зрештою, перший секретар Ічнянського райкому комсомолу. Член КПРС з 1989 року. Перший секретар Ічнянського райкому КПРС. Двічі обирався депутатом Ічнянської районної ради.
Пленумом Ічнянського райкому ЛКСМУ висунутий кандидатом у народні депутати УРСР по Борзнянському виборчому округу № 443. Обраний до Верховної Ради 18 березня 1990 року (в другому турі набрав 52.33 % голосів).

### Верховна Рада

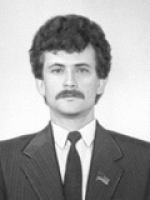
Фото 1990 року

15 травня 1990 став депутатом Верховної Ради «історичного скликання» — XII за хронологією УРСР і І-го — України (після проголошення незалежності). Приєднався до Демблоку.
Входив до першого в історії українського парламентаризму демократичного депутатського об'єднання Народна Рада, фракції Конгресу національно-демократичних сил, депутатської групи Народного Руху України. У 1991 вийшов з КПРС.
Був членом комісії з питань державного суверенітету, міжреспубліканських та міжнаціональних відносин. Співавтор тексту Декларації про державний суверенітет України та її альтернативного проекту, ряду інших законодавчих актів. Входив до тимчасової комісії Верховної Ради у питанні щодо націоналізації майна КПРС та ВЛКСМ на території України.
На посаді заступника голови спеціальної робочої групи при Президії Верховної Ради з питань ратифікації Договору про скорочення і обмеження стратегічних наступальних озброєнь СССР-США (СНО-1, рос. СНВ-1, англ. START-1) та приєднання України до Договору про непоширення ядерних озброєнь (ДНЯО) виступав за доцільність збереження Україною ядерного статусу та приєднання до ДНЯО як ядерної держави.
Учасник депутатської робочої групи для опрацювання питань, пов'язаних з удосконаленням системи національної безпеки України. Як народний депутат, сприяв становленню Збройних (зокрема Військово-морських) сил, Рахункової палати України.

### Громадська, державна та…
- 1994—1997 — директор дослідницьких та прикладних програм Центру українських досліджень (Київ).
- 1997—1998 — начальник відділу, заступник директора департаменту Рахункової палати України.
- З листопада 1998 — виконавчий директор та член правління всеукраїнської громадської організації «Україна. Порядок денний на XXI століття».
- З вересня 1999 — директор Інституту сталого розвитку.

### … партійна робота
У 2001 році був членом президії, головою Київської міської організації Партії регіонів.
У 2004—2005 р.р. — ініціатор створення, член оргкомітету політичної партії «Україна Соборна». З 2005 — голова її Секретаріату.
У 2006 році кандидував в народні депутати за списком Українського народного блоку Костенка і Плюща по квоті політичної партії «Україна Соборна», був заступником керівника виборчого штабу блоку.
У 2008 — кандидат в народні депутати за списком Українського Народного Блоку на дочасних виборах до Верховної Ради України, керівник штабу виборчого блоку.
У 2008 — ініціатор створення громадсько-політичного об'єднання «Український Блок», член президії, заступник голови Генерального секретаріату Блоку.

## Нагороди
- Почесна відзнака ВМС України «Ініціативна група ВМС».